# Гуакамаяс (Бояка)
Гуакамаяс (ісп. Guacamayas) — місто й муніципалітет у колумбійській провінції Гутьєррес (департамент Бояка).